# گرونوالد (آلمان)
گرونوالد (به آلمانی: Grünewald) یک شهر در آلمان است که در اوبرشپریوالد-لاوزیتس واقع شده‌است. گرونوالد ۶۲۵ نفر جمعیت دارد.